# Yagha (tỉnh)
Yagha là một trong 45 tỉnh của Burkina Faso, tọa lạc ở Vùng Sahel.
Tỉnh này có diện tích 6468 km2, dân số năm 1997 ước khoảng 116.985 người.
Thủ phủ là Sebba.